# Café Orient

Das Café Orient (Postkarte, 1900)

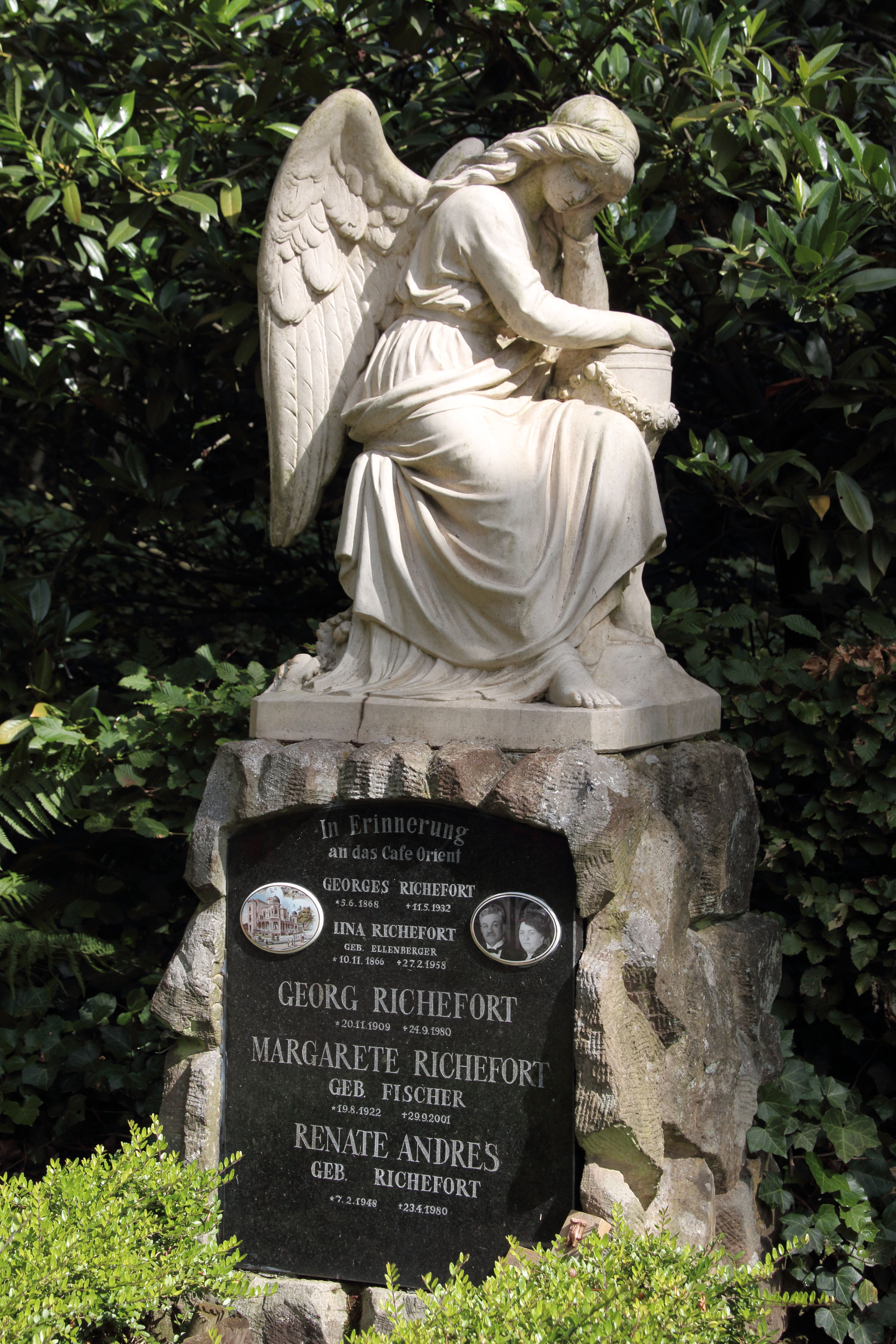
Grabmal Georges und Lina Richefort auf dem Nordfriedhof Wiesbaden mit Erinnerungsplakette an das Café Orient

Das Café Orient war ein gastronomischer Betrieb in Wiesbaden. Es wurde 1899 im Auftrag von Alfred Georgi, dem ehemaligen Hofkoch von Kaiser Wilhelm II., im Norden der Stadt errichtet. Der mit dem Bau beauftragte Architekt Carl Dormann schuf dem Zeitgeschmack des Historismus folgend einen reich gegliederten Bau im maurischen Stil. Das Café etablierte sich während seiner Blütezeit als eine der ersten Adressen der Wiesbadener Gesellschaft. Nach Konkurs während der Weltwirtschaftskrise schloss es 1929 vorübergehend. 1964 wurde das Gebäude abgerissen.

## Geschichte
Um sich seinen Lebenstraum zu verwirklichen, ließ Georgi sich nach seiner Pensionierung 1899 Unter den Eichen, am nördlichen Stadtrand oberhalb der Villengebiete, durch den Wiesbadener Architekten Carl Dormann ein Kaffeehaus errichten. In Anlehnung an die Synagoge am Michelsberg schuf Dormann ein prunkvoll gestaltetes Objekt im arabisch-maurischen Stil. Der mehrfach gegliederte Bau erhielt an seinen Ecken drei markante moscheenartige Kuppeltürme. Die Fassade war mit verschiedenfarbigen, in Streifen angebrachten Klinkern sowie blau unterlegten orientalischen Verzierungen geschmückt. Fenster und umlaufende Ornamente zeigten gezackte Arkaden in Form von Hufeisen und Eselsrücken. Für den Innenausbau wurde der Wiesbadener Bildhauer und Stuckateur Ludwig Wagner verpflichtet. Die handwerklichen Arbeiten übernahmen zum Teil eigens aus Marokko angeworbene Arbeiter.
Nach seiner Einweihung am 20. März 1900 entwickelte sich das in den waldreichen Ausläufern des Taunus gelegene Café schnell zu einem beliebten Ausflugsziel der feinen Gesellschaft. Für Georgi endete der Bau jedoch in einem finanziellen Desaster. Trotz der zahlreichen Besucher war er nicht in der Lage, die Hypothekenschuld in Höhe von 180 000 Mark, die auf dem Grundstück lastete, zurückzuzahlen. Im Dezember 1901 erwarb der aus Nürnberg stammende Christian Schnorr das Haus, aber auch er hatte sich finanziell übernommen und gab es schon drei Jahre später an den Konditor Karl Berges ab. Auch ihm wurden die Schulden zu einer allzu hohen Belastung. Als der Erste Weltkrieg ausbrach und ihn auch noch seine Frau verließ, verkaufte er das Café für 150 000 Mark an den aus dem Elsass stammenden Hotelfachmann Georges Richefort, der das Kaffeehaus zuvor schon von ihm gepachtet hatte.
Richefort führte zusammen mit seiner Frau Lina das Haus zu neuer Blüte. Nicht zuletzt durch die in der Stadt stationierten französischen Besatzungstruppen, die das Etablissement gerne aufsuchten, wurde das Café während der Goldenen Zwanziger zum Treffpunkt der Hautevolee. Rauschende Feste und Bälle prägten das gesellschaftliche Leben der Stadt. Zwischenzeitlich erwog Richefort die Errichtung eines zusätzlichen Ballsaales für 1 000 Personen. Mit der einsetzenden Weltwirtschaftskrise blieben gegen Ende des goldenen Jahrzehnts aber zunehmend die Gäste fern. Schließlich musste Richefort im November 1929 Konkurs anmelden. Das Haus wurde vorübergehend geschlossen und ging für die Summe von 70 000 Mark an Gustav Düllberg. Obwohl das Café wieder öffnete, blieb nicht genügend Geld übrig, um dringend notwendige Sanierungsmaßnahmen durchzuführen.
Nach Ende des Zweiten Weltkriegs setzte sich der Niedergang des Hauses fort. Der Handwerksmeister, in dessen Besitz es inzwischen übergegangen war, verkleinerte die gastronomisch genutzte Fläche und vermietete den Rest des Gebäudes. Zwischenzeitlich befand sich darin ein Kostümverleih, ein Schädlingsbekämpfer und eine Ballettschule. Als der Besitzer starb, verkauften es seine Erben an eine Grundstücksgesellschaft.
Am 16. April 1964 rollten die Bagger für den Abriss des Cafés an. An seiner Stelle wurde ein achtgeschossiges Wohnhaus errichtet.
Andere Beispiele für orientalistische Architektur in dieser Epoche sind das Arabische Café in Düsseldorf oder die Zigarettenfabrik Yenidze in Dresden.